# Charles Vital Cornu
Charles Vital Cornu né à Paris le 17 avril 1851 et mort dans la même ville le 29 juin 1927 est un sculpteur français.

## Biographie
Élève d'Isidore Pils, Eugène Delaplanche et François Jouffroy, Charles Vital Cornu débute dans la sculpture par l’obtention d’une médaille d’or de première classe à l’École des beaux-arts de Paris, bientôt suivie d’une mention honorable au Salon de 1889 pour son premier envoi, Le Ricochet. En 1882, il reçoit une médaille de 3e classe pour un Camille Desmoulins et un Narcisse enfant. Réalisant des sculptures en marbre et en bronze de diverses patines, il a participé à plusieurs Salons de la Société des artistes français où il a obtenu de nombreuses distinctions, comme une mention honorable en 1880 et 1881, et une médaille de 3e classe en 1882. En 1883, il se voit accorder une bourse de voyage pour L’Abandonnée, statue de marbre érigée à Paris au parc Monceau. En 1886, Les Belles Vendanges lui valent une médaille de 2e classe, après quoi il est classé hors-concours. À l’Exposition universelle de Paris de 1889, il reçoit une médaille de bronze et au Salon de 1890, il obtient sept voix pour la médaille d’honneur décernée pour son groupe de marbre intitulé Archimède, martyr de la science. 
Le 1er janvier 1896, il est nommé chevalier de la Légion d’honneur. Il obtint une médaille d’argent à l’Exposition universelle de 1900 au Grand Palais de Paris. Il est président de l’Union des artistes français, et vice-président depuis 1893 de la Société libre des artistes français.

## Œuvres

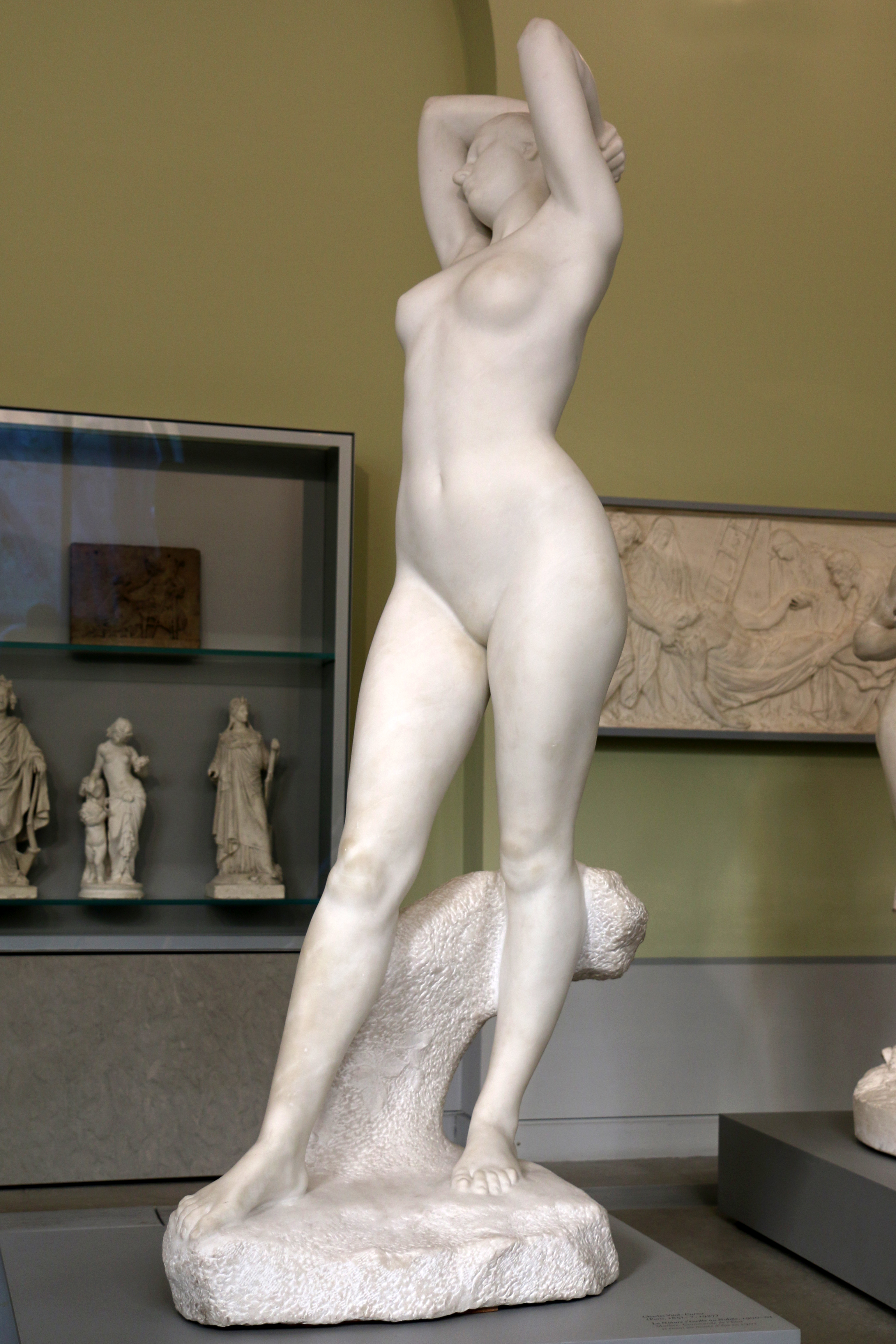
La Nature s'éveille (1882), marbre, Aix-en-Provence, musée Granet.

### Œuvres dans les collections publiques
- Le Ricochet, mention honorable au Salon de 1889, acquis par la Ville de Paris, localisation inconnue[1].
- Monument à Camille Desmoulins, statue en bronze, Paris, jardin du Palais-Royal, remplacé en 1905 par l'œuvre de Eugène-Jean Boverie, localisation inconnue[3]. Le modèle en plâtre, non localisé, exposé au Salon de 1882 reçut une médaille de 3e classe[1].
- Camille Desmoulins au Palais-Royal, mine de plomb sur papier, Paris, musée du Louvre[4].
- Narcisse enfant, 1882, médaille de 3e classe, propriété municipale[Laquelle ?] et de l’État, localisation inconnue[1].
- La Nature s'éveille, 1882, marbre, Aix-en-Provence, musée Granet.
- L'Abandonnée, 1883, Paris, parc Monceau[1].
- Les Belles Vendanges, Salon de 1886, médaille de 2e classe, localisation inconnue[1].
- Crépuscule, vers 1893, statue en marbre, musée des Beaux-Arts de Nice, dépôt du musée d'Orsay[5].
- Archimède, martyr de la science, Salon de 1890, groupe de marbre, Paris, musée Galliera.
- Buste de l’abbé Sieyès, Versailles, musée de l'Histoire de France.
- Trésor maternel, 1907, groupe en plâtre, Bourbon-Lancy, musée Saint-Nazaire[6].
- Perrèse, Paris, Bibliothèque nationale de France.
- Camille Desmoulins au Palais-Royal, dessin, 4e quart du XIXe siècle-1er quart du XXe siècle, Paris, département des arts graphiques du musée du Louvre.
- Pierre Baudin, 4e quart du XIXe siècle-1er quart du XXe siècle, buste en bronze, Bourg-en-Bresse, musée de Brou« Pierre Baudin », notice no 09630002085, sur la plateforme ouverte du patrimoine, base Joconde, ministère français de la Culture.
- Vase « nocturne », 1er quart du XXe siècle, porcelaine, Mâcon, musée des Ursulines[7].
- L'Étude et la Pensée, cariatides, Roubaix, École nationale supérieure des arts et industries textiles[1].
- L'Ingénieur Sgansin, localisation inconnue[1].
- Le Docteur Empis, localisation inconnue[1].
- Le Docteur Levraux, localisation inconnue[1].

### Œuvres d'édition
- Le Crépuscule, 1892.
- Une femme, 1805, inspirée d’un poème de Charles Baudelaire.
- Nymphe.
- Mousquetaire.
- Buste d’un peintre.
- Vase Adam et Ève, 1904.
- Bouquet d’arômes.
- Couple.
- Excelsior.
- Porteuse d’eau.
- Vase figural, fonderie Thiébaut Frères.
- Fracasse.
- Gobelet.
- Le Génie en Touffe.
- La Gloire.
- La Porteuse d’eau.
- La Victoire triomphante.
- La Rose passe.
- Demoiselles langoureuses avec coquelicots flétris.
- Le Siffleur.
- Le Sommeil.
- Le Vin, pichet en céramique, 1902.
- Méditation maternelle et florale, 1900.
- Opium Slumber.
- Séraphina.
- Garçon de ferme debout, 1900.
- Danseuse.
- Éveil, 1914.
- Prométhée, 1908.
- La Gloire de la République, 1909.
- Porteur d’eau.
- Vendeur de vin.
- Vase Dahlias.
- Vase en bronze.
- Victoire triomphante.

## Élèves
- Léon Delagrange (1872-1910), sculpteur, aviateur, élève de 1894 à 1899.
- Louis-Armand Bardery (1879-1952).